# Ульянов, Григорий Карпович
Григо́рий Ка́рпович Улья́нов (25 сентября 1864 — 23 января 1943) — учитель, эсер, просветитель мордвы-эрзянского народа, депутат Государственной думы I созыва от Саратовской губернии.

## Биография
По национальности мордвин-эрзя. Крестьянин села Кулясово Кузнецкого уезда Саратовской губернии (ныне — Камешкирский район Пензенской области). Подрабатывал с детства подпаском и нянькой, одновременно обучался у учителя земской школы Д. В. Желубовского. Окончил Камешкирскую земскую школу. Осенью 1874 года инспектор народных училищ М. В. Золотов увез пытливого, любознательного мальчика в Кузнецк, где тот смог завершить образование. Золотов подготовил Ульянова к поступлению в Вольскую учительскую семинарию. Окончив её 1885 году, Ульянов начал работать в мордовском селе Наскафтым Саратовской губернии. Однако в 1889 году распоряжением министра народного просвещения «по политической неблагонадёжности» Г. К. Ульянов был отстранен от работы, а с июля 1889 лишён права заниматься педагогическим трудом и продолжать образование.
С сентября 1890 служил в контрольном управлении Тамбово-Саратовской и Баскунчакской железной дороги, организовал там кружок для чтения политической литературы.
В 1891 переехал в Саратов, давал частные уроки, служил на железной дороге, работал в газетах.
С 1901 статистик Саратовской земской управы. Публицист. Дважды был арестован в 1902. Один из основателей и секретарь Общества взаимопомощи народных учителей. В Саратове знакомится с писателем Н. Е. Карониным-Петропавловским, этнографом и лингвистом В. Г. Богоразом-Таном и особенно близко сошёлся с сосланным в Саратов М. А. Натансоном (Бобровым), одним из организаторов «Земли и воли».
С 1902 активный деятель саратовской организации Партии социалистов-революционеров. Содействовал созданию Всероссийского крестьянского союза и саратовской организации социалистов-революционеров. Вёл революционную агитацию и пропаганду среди крестьян, в сентябре 1905 арестован, в декабре выслан в административном порядке в Восточную Сибирь как член Саратовского комитета социалистов-революционеров.
Избран выборщиком в Государственную Думу по инициативе Саратовского «Союза трудящихся».
14 апреля 1906 избран заочно в Государственную думу I созыва от общего состава выборщиков Саратовского губернского избирательного собрания. В этот момент Ульянов дошёл по этапу до Тюменской тюрьмы, где и узнал о выборе его депутатом, возвращён в связи с избранием. В наказе ему крестьян Камешкирской волости говорилось: «Дальше мы таких порядков выносить не можем и поручаем Вам, Григорий Карпович, громко заявить Думе и защищать до последней возможности… наши требования. Мы обещаем стоять за Вас грудью».
Вошёл в Трудовую группу, заняв там крайне левую позицию. Член комиссии об исследовании незакономерных действий должностных лиц и аграрной комиссии. Подписал законопроект «33-х», требовавшего полной ликвидации частной собственности на землю и уравнительно-трудового землепользования, заявление об образовании комиссии по незаконным действиям администрации и «проект 35-ти» об образовании местных земельных комитетов.
В 1906—1910 годах член ЦК Партии эсеров. В своих выступлениях и публицистических статьях отмечал беспочвенность надежд на возможность мирной законодательной работы в Государственной Думе. Выдвигал в качестве первоочередной задачи борьбу за народовластие, призывал к использованию Государственной Думы как одного из инструментов организации народных масс для активного революционного выступления.
С 1906 ответственный редактор социал-революционной легальной газеты «Дело народа», за публикацию в ней ряда статей, в том числе о подавлении крестьянского движения в Гурии (Грузия), привлечен к судебной ответственности Петербургской судебной палатой. Запрос палаты о лишении его депутатской неприкосновенности был отклонен Государственной Думой. В прениях по этому вопросу выступали: С. В. Аникин, Н. Н. Миклашевский, В. В. Недоносков, Д. Д. Протопопов, Н. И. Семёнов и другие.
10 июля 1906 года в г. Выборге подписал «Выборгское воззвание», к суду не привлекался, так как до 1917 года был в эмиграции.
После роспуска Думы перешёл на нелегальное положение.
В июле-октябре 1906 входил в сформированный левым крылом Трудовой группы Революционный комитет, который действовал в блоке с социал-демократами для подготовки вооружённого восстания. Будучи на нелегальном положении, с пропагандистскими целями объездил Нижегородскую, Казанскую, Самарскую и Пензенскую губернии, агитировал во многих мордовских селах.
В 1907 вошёл в состав ЦК Трудовой группы. Разгром II Государственной думы вынудил Г. К. Ульянова пересмотреть некоторые позиции. Он вышел из ЦК Трудовой Группы из-за несогласия с решением июльской 1907 года конференции Трудовой группы участвовать в выборах в 3-ю Государственную Думу. По одним сведениям — эмигрировал в Италию в 1907 году, по другим — эмиграция началась с лета 1908 года. Сообщалось, что он бежал за границу из ссылки в Енисейской губернии.
С ноября 1908 жил в Париже и Женеве. Занимался самообразованием, давал уроки, изучал историю народного образования, участвовал в политической деятельности. Работал в эмигрантских организациях социалистов-революционеров, под псевдонимом Иван Деревенский, печатался в них. В своих статьях призывал к активной революционной борьбе с самодержавием, за созыв Учредительного собрания на основе всеобщего избирательного права, выступал с критикой правительства и деятельности 4-й Государственной Думы.
Во время 1-й мировой войны интернационалист.
В 1915 году принял участие в создании Комитета интеллектуальной помощи русским военнопленным.
В 1916 году под псевдонимом Власов представлял левое крыло партии эсеров на Международной Кинтальской конференции. Издавал в Женеве журнал «На чужбине». В апреле 1917 в пломбированном вагоне возвратился в Россию, работал в земских органах Саратовской губернии. Выдвинут кандидатом по Москве в депутаты Учредительного собрания от партии эсеров, избран в Учредительное собрание в Саратовском избирательном округе по списку № 12 (эсеры и Совет Крестьянских депутатов).
После октября 1917 вступил в Партию левых социалистов-революционеров. Участвовал в становлении советской власти в Кузнецком уезде.
В 1918 году Делегат Всероссийского съезда Партии левых социалистов-революционеров. Из-за убийства германского посла В. Мирбаха в июле 1918 вышел из партии левых социалистов-революционеров.
В июне 1918 года стал сотрудником Народного комиссариата по просвещению. Работал во Внешкольном отделе, под руководством Н. К. Крупской. С 1918 ответственный секретарь еженедельника «Народное просвещение», официального органа Наркомпроса .
В 1919 году по поручению редакции совершил поездку в Поволжье — в Саратовскую и Пензенскую губернии, которую описал в цикле «Письма с дороги». Посещение Рузаевки, Пензы, Кузнецка, мордовских сел дало Г. К. Ульянову большой материал для анализа состояния культуры и просвещения, положения мордовского народа в послереволюционные годы. Печатался в журналах «Жизнь национальностей», «Коммунистическое просвещение», «Просвещение национальностей»; публиковал воспоминания в журнале «Каторга и ссылка».
В 1919 году участник I Всероссийского совещания по просвещению национальностей.
В 1920 — делегат Всероссийского съезда национальностей.
В 1919—1924 возглавлял Мордовский отдел Совета по просвещению национальных меньшинств.
В 1919 выступил с инициативой о создании мордовского подотдела Наркомпроса и широком развертывании просветительской работы среди мордовского населения.
В апреле 1920 года обратился через газету «Жизнь национальностей» с письмом к работникам просвещения мордовской национальности. Внёс предложение об объединении отдельных национальных ячеек (подотделов) в составе Наркомпроса в Совет по просвещению национальностей (Совнацмен). Ульянов стал главой Мордовского бюро Совнацмена, которым руководил до апреля 1924 года. Председатель бюро печати Совета национальных меньшинств. Как представитель Совнацмен, выезжал в национальные, в том числе мордовские, районы Поволжья для оказания помощи голодающим. Сам вывез более 40 ребят, занимался организацией детских домов.
Сыграл важную роль в становлении и развитии системы просвещения мордовского народа: основатель мордовских национальных школ; соавтор первого эрзя-мордовского букваря «Тундонь чи» («Весенний день», 1923). Участвовал в организации 1-го Всероссийского съезда по просвещению мордвы (1924).
В 1924—1926 в качестве инспектора Наркомпроса организовал всеобуч среди мордвы.
В 1930—1931 гг. по приглашению исполкома Мордовской автономной области и по заданию Института методов школьной работы провёл исследования в Мордовии этноязыковой ситуации, состояния народного образования и культуры в мордовских селах в условиях русско-эрзянского и русско-мокшанского двуязычия. Для этого посетил многие эрзянские села Атяшевского, Ичалковского, Кочкуровского, Саранского районов.
В начале Великой Отечественной войны был эвакуирован из Москвы в г. Климовск Московской области. Скончался в Климовске 23 января 1943 года.

## Сочинения
- К моим избирателям: Из писем бывшего депутата 1-й ГД. М., 1907;
- Иван Деревенский. Письмо на родину депутата-трудовика Первой Государственной думы. Париж, 1911.
- Какие цели ставили и ставят себе французские народные университеты. СПб., 1913 (в соавторстве с С. Е. Фортунатовой);
- Обзор литературы по вопросам культуры и просвещения народов СССР. М., 1930.